# Byagadihalli, Sakleshpur
Byagadihalli là một làng thuộc tehsil Sakleshpur, huyện Hassan, bang Karnataka, Ấn Độ.